# Zephyranthes
Genre
Classification APG III (2009)
Zephyranthes est un genre de plantes herbacées appartenant à la famille des Amaryllidaceae selon la classification phylogénétique APG III (2009). Ce genre était autrefois placé dans la famille des Liliaceae.

## Liste d'espèces
Selon ITIS (6 août 2015) :
- Zephyranthes atamasco (L.) Herbert
- Zephyranthes bifolia (Aubl.) M. Roemer
- Zephyranthes candida (Lindl.) Herbert
- Zephyranthes chlorosolen (Herb.) D. Dietr.
- Zephyranthes citrina Baker
- Zephyranthes drummondii D. Don
- Zephyranthes grandiflora Lindl.
- Zephyranthes insularum H.H. Hume ex Moldenke
- Zephyranthes jonesii (Cory) Traub
- Zephyranthes longifolia Hemsl.
- Zephyranthes puertoricensis Traub
- Zephyranthes pulchella J.G. Sm.
- Zephyranthes refugiensis F.B. Jones
- Zephyranthes rosea Lindl.
- Zephyranthes simpsonii Chapman
- Zephyranthes smallii (Alexander) Traub
- Zephyranthes traubii (W. Hayw.) Moldenke
- Zephyranthes treatiae S. Watson